# 東郡家駅
東郡家駅（ひがしこおげえき）は、鳥取県八頭郡八頭町堀越字堀越にある西日本旅客鉄道（JR西日本）因美線の駅である。

## 歴史
- 1956年（昭和31年）11月1日：国鉄因美線津ノ井 - 郡家間に新設[1][2]。気動車の旅客のみ取扱う無人駅[3]。
- 1987年（昭和62年）4月1日：国鉄分割民営化に伴い、JR西日本の駅となる[1]。

## 駅構造
智頭方面に向かって左側に単式ホーム1面1線を有する地上駅（停留所）。棒線駅のため郡家方面行・鳥取方面行双方が同一ホームを使用する。鳥取鉄道部管理の無人駅。駅舎は無いが、ホーム上に待合所がある。以前は待合所内部に自動券売機が設置されていたが、現在は撤去されている。待合室付近に男女共用水洗式便所がある。

## 利用状況
| 1日乗降人員推移 | 1日乗降人員推移 |
| 年度            | 1日平均人数     |
| --------------- | --------------- |
| 2011年          | 211             |
| 2012年          | 202             |
| 2013年          | 207             |
| 2014年          | 162             |
| 2015年          | 164             |
| 2016年          | 150             |
| 2017年          | 126             |
| 2018年          | 148             |

## 駅周辺
- 郡家警察署 稲荷駐在所
- 八頭町立郡家東小学校
- 国道29号
- 鳥取県道39号郡家国府線
- 鳥取県道287号河原郡家線

## 隣の駅
西日本旅客鉄道（JR西日本）
 因美線
津ノ井駅 - 東郡家駅 - 郡家駅